# Marie Michele St. Louis
Marie Michele St. Louis (sinh ngày 16 tháng 11 năm 1968 và qua đời ngày 6 tháng 9 năm 2024) là một judoka người Mauritius. Bà đã tham gia cuộc thi bán nặng nữ tại Thế vận hội Mùa hè 1996.